# Philibert Delorme
Philibert de l’Orme (ur. ok. 1512 w Lyonie, zm. 8 stycznia 1570 w Ivry) – francuski architekt okresu renesansu.
Około roku 1533 przebywał w Rzymie. Po powrocie do Francji przebywał początkowo w Lyonie, a od 1541 roku w Paryżu.
W 1547 roku został mianowany przez króla Francji Henryka II Walezjusza zwierzchnikiem robót budowlanych (m.in. Pałacu w Fontainebleau i Chateau-Neuf w Saint-Germain-en-Laye). Po śmierci króla w 1559 został odwołany z urzędu. Ponownie zatrudniony w 1563 roku przez Katarzynę Medycejską, która powierzyła mu budowę pałacu Tuileries.
Do jego dzieł należą m.in. budowle w Paryżu (pałac Tuileries, nieistniejący), zamek Diany de Poitiers w Anet. Ponadto jest też budowniczym lektorium w kościele St Etienne du Mont i nagrobka Franciszka I w bazylice St.-Denis w Paryżu.
Autor prac z teorii architektury: Nouvelles inventions pour bien bastir et à petits frais (1561) i Le premier tome de l’Architecture (1567).
Jest twórcą konstrukcji dachu krążynowego. Wraz z Pierre’em Lescotem i Jeanem Bullantem przyczynił się do powstania stylu klasycznego w architekturze francuskiej. Jego prace inspirowały Thomasa Jeffersona (zob: Monticello) i Davida Gilly.